# Tiarp
Tiarp är kyrkbyn i Tiarps socken i Falköpings kommun i Västergötland, belägen öster om Falköping.
Här ligger Tiarps kyrka.